# Артемизия Джентилески
Артемѝзия Джентилèски (на италиански: Artemisia Gentileschi) е италианска художничка от Ранния барок, считана днес за един от най-завършените художници от поколението, повлияно от Караваджо. В една епоха, в която художничките не са приемани лесно от артистичната общност, тя е първата художничка - член на Академията за изящни изкуства във Флоренция.

## Произход
Тя е родена на 8 юли 1593 г. в Рим като най-голямото от шестте деца на художника Орацио Джентилески (* 1563, † 1639) и на съпругата му Пруденция ди Отавиано Монтони († 1605). Артемизия често служи като модел на баща си, който рано открива таланта ѝ и я обучава.

## Биография

### Младежки години
Кръстена два дни след раждането си в църквата „Сан Лоренцо ин Лучина“, малката Артемизия губи майка си през 1605 г. Вероятно в този период тя се доближава до рисуването: стимулирано от таланта на баща си, момиченцето често го гледа очаровано, докато експериментира с четките, докато у него не узрява безусловното възхищение и похвалното желание да му подражава. Обучението на Артемизия се провежда в римската артистична сфера под ръководството на нейния баща, който е напълно в състояние да се възползва максимално от ранния талант на дъщеря си.
Проследявайки дидактическия процес на амбициозните художници от Късния ренесанс, Орацио запознава дъщеря си с практиката на рисуване, като преди всичко я учи как да подготви материалите, използвани за реализацията на картините: смилането на цветовете, извличането и пречистването на маслата, опаковането на четките с косми и животински косми, подготовката на платната и редуцирането на пигментите до прах са експертиза, която детето възприема в ранните си години. Придобила известно познаване на инструментите на занаята, Артемизия усъвършенства изобразителните си умения преди всичко чрез копиране на дърворезби и картини, които баща ѝ има под ръка - не е необичайно ателиетата от онова време да имат гравюри на творци като Маркантонио Раймонди и Албрехт Дюрер, и в същото време поема от вече починалата ѝ майка различните отговорности за управление на семейството – от управлението на къщата и изхранването до гледането на тримата ѝ по-малки братя . Междувременно Артемизия също получава решаващи стимули от оживената римска художествена сцена: важно е познаването на живописта на Караваджо – художник, който изумява публиката, създавайки скандалните картини в параклиса Контарели в „Сан Луиджи дей Франчези“, открит през 1600 г. когато Артемизия е на само седем години. Някои критици от миналото дори правят хипотезата за пряко познанство между нея и Караваджо, който често ходи в ателието на баща ѝ , за да получи опорни греди за творбите си. Мнозина обаче смятат тази възможност за малко вероятна в светлината на належащите бащини ограничения, поради които Артемизия се научава да рисува затворена в дома, без да може да се възползва от същите учебни пътеки, предприети от нейните колеги мъже: рисуването по това време се счита за почти изключително мъжка практика. Въпреки това тя е също толкова очарована от живописта на Караваджо, макар че е филтрирана през картините на баща ѝ.
През 1608-1609 г. отношенията между Артемизия и баща ѝ се трансформира от ученичество в активно сътрудничество: тя всъщност започва да се намесва в някои от платната на баща си, за да създаде малки произведения на изкуството независимо (макар и съмнителни приписване), където показва, че е усвоила и направила свои ученията на учителя. През 1610 г. тя създава това, което според някои критици е платното, което официално запечатва навлизането ѝ в света на изкуството: „Сузана и старците“. Въпреки различните критични дебати (мнозина всъщност с право подозират помощ от бащата, решен да разкрие преждевременно развитите артистични таланти на своята дъщеря-ученичка), творбата може да се счита за първото важно артистично начинание на младата Артемизия. Платното също така позволява да се види как под ръководството на баща си Артемизия, освен че усвоява реализма на Караваджо, не е безразлична към езика на Болонската школа по живопис, която тръгва от Анибале Карачи.
Макар че получената оскъдна документация не предлага особено подробна информация за живописното обучение на Артемизия, можем да се предположи, че то е започнало през 1605 или 1606 г. и че е кулминирало около 1609 г. Тази датировка е потвърдена от различни източници: на първо място, известно писмо, което Орацио изпраща на Великата херцогиня на Тоскана на 3 юли 1612 г., в което се хвали, че дъщеря му само за три години чиракуване е постигнала умение, сравнимо с това на зрелите художници. От това писмо може лесно да се заключи, че Артемизия е станала артистично зряла три години преди 1612 г.: по-точно през 1609 г. Друг източник се намесва в полза на тази теза, а именно огромната документация, която записва различните поръчки, адресирани до Орацио Джентилески след 1607 г.: това предполага, че дъщеря му започва да му сътрудничи с него от около тази дата. Сигурно е, че през 1612 г. Джентилески е станала опитна художничка до степен да събуди възхищението на Джовани Бальоне, един от най-известните ѝ биографи.

### Изнасилване
Вроденият талант за изящни изкуства на Артемизия е източник на гордост за баща ѝ Орацио, който през 1611 г. решава да я постави под ръководството на Агостино Таси. Таси е виртуоз на перспективата в тромп-л'ьой, с когото Орацио си сътрудничи в създаването на лоджията на залата на Casino delle Muse в Дворец „Роспильози“. Таси, известен като „самохвалко“ или „авантюрист“, наистина е талантлив художник, но има буен характер и повече от бурно минало: освен че е замесен в различни правни проблеми, той е измамен прахосник и поръчител на няколко убийства. Въпреки това Орацио Джентилески изпитва голямо уважение към Таси, който усърдно посещава дома му и е много щастлив да въведе Артемизия в перспективата.
Събитията обаче вземат трагичен обрат. Таси, след няколко ухажвания, всичките отхвърлени, се възползва от отсъствието на Орацио и изнасилва Артемизия през 1611 г. Това трагично събитие драматично повлиява на живота и артистичната ѝ кариера. Изнасилването е извършено в дома ѝ на ул. „дела Кроче“. След това Таси я успокоява с обещанието да се ожени за нея, за да поправи причиненото ѝ безчестие. По онова време съществува възможност за анулиране на престъплението „изнасилване“, ако то е последвано от т. нар. „поправящ брак“; освен това, по това време се смята, че сексуалното насилие накърнява един общ морал, без да обижда основно лицето, въпреки че то е ограничено в свободата си да решава за собствения си сексуален живот. Затова Артемизия се поддава на ласкателствата на Таси и продължава да има интимни отношения с него с надеждата за брак. Баща ѝ пък запазва мълчание по въпроса, въпреки че тя го информира веднага. Едва през март 1612 г., когато Артемизия открива, че Таси вече е женен, Орацио кипва от възмущение и въпреки професионалните връзки с Таси отправя пламенен иск към папа Павел V, за да повдигне обвинения към коварния си колега, обвинявайки го, че е лишил от девственост дъщеря му против волята ѝ. 

#### Процес
Артемизия е все още дълбоко травматизирана от сексуалното насилие, което не само я ограничава професионално, но я унищожава като личност и освен това накърнява доброто име на семейството. Въпреки това тя се изправя пред съда със значителна доза смелост и сила на духа: това не е малко, като се има предвид, че процесът е мъчителен, сложен и особено агресивен. Коректното функциониране на съдебната дейност всъщност е непрекъснато компрометирано от използването на лъжесвидетели, които, независимо от възможността за обвинение в клевета, стигат дотам, че безсрамно лъжат за известните обстоятелства, за да накърнят репутацията на семейство Джентилески. 
Според практиката Артемизия също е принуждавана многократно на дълги и унизителни гинекологични прегледи, по време на които тялото ѝ е изложено на болезненото любопитство на плебса на Рим и на внимателните очи на нотариус, отговарящ за изготвянето на доклада; сесиите във всеки случай установяват ефективно разкъсване на химена, настъпило преди почти година. За да проверят истинността на направените изявления, съдебните власти дори нареждат тя да бъде подложена на разпит с изтезания, за да се ускори, според съдебния манталитет, преобладаващ по това време, проверката на истината. Изтезанието, избрано за случая, е т. нар. „на сибилата“ и се състои в завързване на палците с конци, които с действието на тояга се затягат все повече и повече, докато кокалчетата им са смачкани. С това драматично мъчение Артемизия рискува да загуби пръстите си завинаги. Тя обаче иска правата ѝ да бъдат признати и въпреки болките, които е принудена да понесе, не оттегля показанията си. Жестоки са думите, които тя отправя към Агостино Таси, когато пазачите увиват пръстите ѝ с въжета: „Това е пръстенът, който ми даваш, а това са обещанията!“
Така на 27 ноември 1612 г. съдебните власти осъждат Агостино Таси за „лишаване от девственост“ и в допълнение към налагането на глоба му дават пет години затвор или, алтернативно, вечно изгнание от Рим, по негово усмотрение. Очаквано Таси избира изгнанието, макар че всъщност той никога не се е мести от Рим, тъй като неговите могъщи римски покровители изискват физическото му присъствие в града. От това следва, че Артемизия печели процеса де юре и честта ѝ в Рим е напълно подкопана: има много римляни, които вярват на наетите от Таси свидетели и я смятат за „лъжлива курва, която спи с всички“. Количеството мръсни сонети, чиято главна героиня е Джентилески, също е впечатляващо.

### Флоренция
На 29 ноември 1612 г., само ден след обезсърчаващия епилог на процеса, Артемизия Джентилески се омъжва за Пиерантонио Стиатези, скромен художник. Сватбата, отпразнувана в църквата „Санто Спирито ин Сазия“, е изцяло подготвена от Орацио, който иска да организира „поправителен брак“ в пълно съответствие с морала на времето, за да върне на изнасилената Артемизия, измамена и очернена от Таси, статус на достатъчна почтеност. След като подписва пълномощно на 10 декември на своя брат нотариус Джамбатиста, на когото тя делегира управлението на своите римски икономически дела, Артемизия последва съпруга си във Флоренция, за да остави окончателно след себе си своето минало.
Напускането на Рим първоначално е мъчителен избор, но изключително освобождаващ за Джентилески, която се радва на ласкав успех в града на Медичите. По това време Флоренция преминава през период на оживен артистичен кипеж, най-вече благодарение на просветената политика на Козимо II – умел владетел, който също се интересува много чувствително от музика, поезия, наука и живопис, разкривайки заразителен вкус по-специално към натурализма на Караваджо. Джентилески е въведена в двора на Козимо II от чичо си Аурелио Ломи, брат на Орацио. След като пристига в средата на Медичите, тя влага най-добрите си сили да събере около себе си най-културно живите таланти, най-отворената интелигентност, изплитайки гъста мрежа от контакти. Сред нейните флорентински приятели са най-изтъкнатите личности от онова време, включително Галилео Галилей, с когото поддържа тясна кореспонденция, и Микеланджело Буонароти Младши, племенник на известния художник. Последният е фигура от първостепенно значение за живописното съзряване на Артемизия: придворен, дълбоко потопен в художествените събития на своето време, Буонароти въвежда Джентилески в крема на флорентинското общество, получава множество поръчки за нея и я свързва с други потенциални клиенти. От това плодотворно артистично и човешко партньорство (Артемизия определя Микеланджело като „другар“ и се смята за законна негова „дъщеря“) е светлата „Алегория на склонността“, поръчана от Буонароти на младата художничка, на която той отрежда приличната сума от 34 флорина. Триумфалното признание на изобразителните заслуги на Джентилески кулминира на 19 юли 1616 г., когато тя е приета в престижната Художествена академия на Флоренция (на итал. Accademia delle arti del disegno) – институция, в която остава записана до 1620 г.: тя е първата жена, която се радва на тази привилегия. Артемизия е записана там с име, което обяснява онова, което по това време се смята за изключение: „Джентилески Артемизия, жена на Пиерантонио Стиатези и дъщеря на Орацио Ломи“. 
Заслужава да се отбележи и връзката на художничката с меценатската дейност на Козимо II де Медичи, който в писмо от март 1615 г., адресирано до държавния секретар Андреа Чоли, открито признава, че тя е „художничка, вече добре известна във Флоренция“. 
Артемизия развива свой собствен стил, който вече не напомня за този на баща ѝ. Около 1620 г. тя създава най-известната си картина, „Юдит обезглавява Олоферн“. Този сюжет е рисуван между другото и от Тинторето, Караваджо и Адам Айсхаймер. Артемизия интерпретира сюжета по нов начин, като изобразява Юдит като хладнокръвна убийца. Изображението е много реалистично, дори натуралистично. Художничката явно има предпочитание към този сюжет, защото го рисува за първи път през 1612/13 г. (вж. по-горе) и после пак около 1625 г.
Накратко, престоят в Тоскана е много ползотворен и плодотворен за Джентилески, която по този начин най-накрая има възможността да утвърди своята артистична личност за първи път: фамилното име, прието от нея през годините на Флоренция, е „Ломи“, показващо ясното ѝ желание да се еманципира от фигурата на бащата-господар. Не може да се каже същото за личния ѝ живот, който е неудовлетворителен. Всъщност съпругът ѝ е много студен от емоционална гледна точка и скоро става ясно как бракът им се ръководи от отношения на чисто удобство, а не на любов. От друга страна той се оказва фалирал управител на семейните финансови активи и натрупва огромни дългове. Артемизия, в опит да възстанови прилична икономическа ситуация, дори се оказва принудена да моли за благоволението на Козимо II де Медичи, за да уреди санкциията за неплащане. Бракът ѝ е увенчан с раждането на най-големия ѝ син Джовани Батиста, последван от Кристофано (8 ноември 1615 г.) и от дъщерите Пруденция (често наричана Палмира, родена на 1 август 1617 г.) и Лизабела (13 октомври 1618 г. – 9 юни 1619 г.). 

### Рим и Венеция
Скоро Артемизия решава да напусне Тоскана и да се върне в родния си Рим. Това ѝ желание за бягство не е продиктувано само от прогресивното влошаване на отношенията ѝ с Козимо II де Медичи, но и от четирите ѝ бременности и от впечатляващите дългове поради луксозния начин на живот на нейния съпруг. Към това се добавя и избухването на скандал, когато става известно, че тя има тайна връзка с руг мъж (Франческо Мария Маринги).
Всичко това са симптоми на безпокойство, което Артемизия възприема като разрешимо само чрез завръщане в Рим. Тя обаче остава тясно свързана с Флоренция, както става ясно от различните писма, изпратени до държавния секретар Андреа Чоли, когото тя напразно моли за покана за Флоренция под закрилата на Медичите. Това обаче не е достатъчно, за да я разубеди да се върне за постоянно в Рим. През 1620 г., след като поисква разрешението на Великия херцог да пътува до Рим, за да се възстанови от „много от моите минали неразположения, които също са довели до много страдания от моя дом и семейство“, художничката се завръща във Вечния град.
През 1621 г. следва баща си Орацио в Генуа (частните поръчки на Артемизия се съхраняват в колекцията на Катанео Адорно). Там тя се запознава с Антонис ван Дайк и Петер Паул Рубенс. 
През 1622 г. художничката се установява в комфортен апартамент на ул „дел Корсо“ в Рим с дъщеря си Пруденция (Палмира), нейния съпруг и няколко прислужници: успешното завръщане се потвърждава от платно от 1622 г., наречено „Портрет на гонфалониер“ – картина, известна между другото с това, че е една от малкото ѝ датирани произведения. Сега тя вече не е смятана за неопитна и уплашена млада художничка, каквато изглежда в очите на римляните след процеса срещу Агостино Таси: всъщност след завръщането ѝ във Вечния град много меценати, ентусиасти на изкуството и художници, както италианци, така и чужденци се възхищават с искрен ентусиазъм на артистичния ѝ талант. Освен това тя вече не обусловена от потискащата фигура на баща си и през тези години най-накрая успява усърдно да посещава артистичния елит на времето, в знак на по-свободно взаимодействие с публиката и колегите. Тя също така успява да открие за първи път огромното римско художествено наследство, както класическото и протохристиянското, така и това на съвременното изкуство (навремето баща ѝ я ограничава до дома, защото е жена). В Рим Джентилески успява да изгради приятелски отношения с изтъкнати личности на изкуството и да се възползва максимално от възможностите, предлагани от римската живописна среда, за да разшири своите образни хоризонти: тя има интензивни контакти преди всичко със Симон Вуе и вероятно също с Масимо Станционе, Хосе де Рибера, Бартоломео Манфреди, Спадарино (Джовани Антонио Гали), Антиведуто Граматика, Бартоломео Кавароци и Никола Турние. Далеч сме от възможността лесно да реконструираме различните артистични партньорства, преплетени по време на този втори престой в Рим на Джентилески.
Плодотворните резултати от този престой в Рим кристализират в „Юдит с нейната слугиня“ – платно, което е омоним на друга негйна творба от предишния ѝ флорентински период. Въпреки постигнатата солидна артистична репутация, силната личност и мрежата от добри връзки, престоят на Артемизия в Рим обаче не е толкова пълен с поръчки, колкото би искала. Оценката на нейната живопис може би е ограничена до способността ѝ като портретист и способността ѝ да изобразява библейски персонажи: богатите поръчки на фрескови цикли и големи олтарни образи са изключени за нея. Също толкова трудно, поради липсата на документални източници, е да се проследят всички нейни движения в този период. Сигурно е, че между 1627 и 1630 г. тя се установява във Венеция, може би в търсене на по-добри поръчки: това е документирано от почитта, която получава от тамошните писатели, които ентусиазирано възхваляват нейните качества на художник.
Има хипотеза, че Артемизия е последвала баща си в Генуа (също за да се обясни устойчивостта на стиловия афинитет, който дори днес прави проблематично приписването на определени картини на нея или на него). Все пак обаче никога не е имало достатъчно доказателства в това отношение и, въпреки че различни критици в миналото са били очаровани от хипотезата за пътуването ѝ в Генуа, днес тази възможност е окончателно изчезнала, също и в светлината на различни документални и картинни открития. Генуа, от друга страна, дори не се споменава, когато Джентилески, обръщайки се към дон Антонио Руфо в писмо от 30 януари 1639 г., изброява различните градове, в които е пребивавала през живота си.

### Неапол
През лятото на 1630 г. Артемизия заминава за Неапол, оценявайки, че в този град, процъфтяващ със строителни обекти и любители на изящните изкуства, може да има нови и по-богати възможности за работа. Неапол от онова време, освен че е столица на испанското вицекралство и вторият европейски метрополис по население след Париж, е съставен от видна културна среда, в която през предходния век влизат фигури като като Джордано Бруно, Томазо Кампанела и Джован Батиста Марино. Той също така пази следите от голям художествен плам, концентрирал там художници с голямо име, преди всичко Караваджо, Анибале Карачи, Симон Вуе, и през тези години там работят Хосе де Рибера и Масимо Станционе (скоро след това и Доменикино, Джовани Ланфранко и др.).
Малко по-късно преместването ѝ в града е окончателно и там художничката остава до края на живота си, с изключение на английските си паузи и временните си премествания. Ето защо Неапол е за Артемизия нещо като втора родина, в която тя се грижи за собственото си семейство (там омъжва двете си дъщери с подходяща зестра), получава свидетелства за голямо уважение, в добри отношения е с вицекраля Фернандо Афан де Рибера и Телес-Хирон, херцог на Алкала, има контакти на обмен наравно с големите художници, присъстващи там (започвайки от Масимо Станционе, с когото има интензивно артистично сътрудничество, основано на живо приятелство и на явни стилистични съзвучия). В Неапол за първи път Артемизия рисува ок. 166 – 1637 г. три платна за една църква – Катедралата на Поцуоли: „Свети Януарий в амфитеатъра на Поцуоли“, „Поклонението на влъхвите“ и „Светите Прокол и Никей“. 
- Сан Дженаро в амфитеатъра на Поцуоли
- Поклонението на влъхвите
- Светите Прокол и Никей

Също така от ранния ѝ неаполитански период са произведения като „Раждането на Св. Йоан Кръстител“ и „Кориска и сатирът“. В тези творби Артемизия демонстрира още веднъж, че знае как да бъде в крак с художествените вкусове на времето и как да се наложи в други теми, различни от различните Юдити, Сузани, Вирсави, каещи се Магдалени.

### Англия
През 1638 г. Артемизия заминава за Лондон, в двора на Чарлз I. Престоят ѝ в Англия кара критиците да се съмняват дълго време, объркани от мимолетността на пътуването, колкото и лошо да е документирано то. Всъщност Артемизия вече е твърдо установена в социалната и артистична тъкан на Неапол, където често получава престижни поръчки от известни покровители, като Филип IV от Испания. Необходимостта да подготви зестрата за дъщеря си Пруденция, която е на път да се омъжи през зимата на 1637 г., вероятно я е подтикнала да търси начин да увеличи финансовите си приходи. Поради тази причина, след като напразно проучва възможността да се установи в различни италиански дворове, тя решава да отиде в Лондон, но без особен ентусиазъм: перспективата за пребиваване в Англия очевидно не ѝ изглежда никак привлекателна.
В Лондон художничката се присъединява към баща си Орацио, който междувременно е станал придворен художник и е получил поръчка да украси тавана (алегория на Триумфа на мира и на Изкуствата) във вилата на кралица Хенриета-Мария Бурбон-Френска в Гринуич. След дълго време баща и дъщеря се оказват обвързани от артистично сътрудничество, но нищо не подсказва, че причината за пътуването ѝ до Лондон е само, за да се притече на помощ на баща си. Сигурното е, че Чарлз I я иска в своя двор и отказ не е възможен. Кралят е фанатичен колекционер, готов да направи компромис с публичните финанси, за да задоволи своите артистични желания. Славата на Артемизия сигурно го заинтригува и неслучайно в колекцията му има едно много внушително нейно платно – „ Автопортрет като алегория на Живописта“. Следователно Артемизия има своя собствена независима дейност в Лондон, която продължава известно време дори след смъртта на баща си през 1639 г., въпреки че няма известни произведения, които да се приписват със сигурност на този период.

### Последни години
През 1642 г., при първите признаци на гражданската война, Артемизия вече е напуснала Англия, където освен това вече няма смисъл да остава след смъртта на баща ѝ. Малко или нищо не се знае за последвалите ѝ пътувания. Факт е, че през 1649 г. тя отново е в Неапол, в кореспонденция с колекционера Дон Антонио Руфо Сицилиански, който е неин ментор и добър покровител в този втори неаполитански период. Примери за творби, приписвани на този период, са „Сузана и старейшините“ и „Мадоната с Младенеца с броеница“. Последното писмо до нейния наставник от 1650 г. свидетелства, че художничката все още е в разцвета на силите си.
До 2005 г. се смята, че Артемизия е починала някъде между 1652 и 1653 г., но скорошни доказателства показват, че тя все още приема поръчки през 1654 г., въпреки че тогава е силно зависима от помощта на своя асистент Онофрио Палумбо. Сега се предполага, че тя умира по време на опустошителната чума, поразила Неапол през 1656 г., унищожавайки цяло поколение велики художници. Погребана е в църквата „Сан Джовани Батиста дей фиорентини“ в Неапол, под плоча, на която са изписани две прости думи: «Heic Artemisia». В момента тази плоча, както и гробът ѝ, са изгубени след преместването на сградата. Искрено жалена от двете си оцелели дъщери и няколкото ѝ близки приятели, нейните клеветници никога не пропускат възможност да ѝ се подиграят: известен в това отношение е сонетът на Джован Франческо Лоредано и Пиетро Микиеле.

## Стил
Артемизия е под влияние на баща си, особено в по-ранните си години. От него тя възприема предпочитанието към точността на детайла, както и бароковия патос. Както върху баща ѝ, така и върху нея оказват силно влияние Адам Айсхаймер и Караваджо. И двамата се познават лично с баща ѝ и семейството. Орацио и Артемизия Джентилески се считат за едни от най-важните представители на повлияния от Караваджо стил – Караваджизъм, който впечатлява с жив начин на изобразяване и с драматичните светлинни ефекти.
Когато Артемизия Джентилески се омъжва през 1612 г. и се мести във Флоренция, тя продължава да развива своя стил. Освобождава се от стила на баща си, картините ѝ стават по-емоционални и по-живи. Тя доразвива и своята принадлежност към Караваджизма, като палитрата ѝ става още по-искряща и изсветлена. Характерни за нея са тоновете в кафяво и охра, искрящото червено и наситеното синьо, както и оранжевите сенки. Типични за нея са точното изображение на гънките на дрехите, както и много умелото предаване на текстурата на тъканите.
Както бащата, така ѝ дъщерята Джентилески са в състояние да нагодят своя стил към съответните художествени изисквания на средата, в която работят. Както Орацио се приспособява в късното си творчество към вкуса на английския двор, където работи, така и Артемизия нагажда своя стил във Флоренция към тамошния, в Неапол съответно към неаполитанския. В късното си творчество тя променя своето виждане за „женствеността“ и се приближава към художествения стил на Болоня, който изисква идеализирано представяне на човека. Фигурите стават по-фини и изящни, женските фигури загубват от активността и силата си.
В по-късните си години художничката проучва актови скици за своите композиции. В много от картините ѝ се появяват собствените ѝ черти и телесни форми, като например в „Автопортрет като алегория на живописта“, където тя прави свой автопортрет.
Трябва да се подчертае, че в един доминиран от мъжете свят Артемизия не само има собствена живописна работилница с мъже помощници, но и избира сюжети, които тогава са запазени за мъжете, а именно библейски, исторически и митологични теми, в едно време, когато жените-художнички са се задоволявали с рисуване на портрети, натюрморти с цветя и плодове, пейзажи, миниатюри. Освен това тя рисува и голямоформатни картини. Често прототипи за нейните картини са жени, като например в „Юдит обезглавява Олоферн“, „Лукреция“ и др.
При съзерцаване на нейните картини прави впечатление необикновеното излъчване на женските персонажи, които изобразяват в своите пози по-скоро психичната, отколкото физическата драма. Нейните женски фигури показват смелост, решителност, енергичност.
В картините на Артемизия жените не са жертви. Те държат оръжие, разпореждат се с живота си, не искат съчувствие от зрителя, дистанцират се от ренесансовата еротика и култа към разголената плът, характерни за времето.

Коментирайки „Юдит обезглавява Олоферн“, проф. Ролан Барт отбелязва: 
| „ | Гениално е било хрумването да се въведат в картината две жени, вместо само една. Докато в библейската версия слугинята чака отвън господарката ѝ сама да убие неприятелския пълководец, две жени, съюзени в общата работа, със събрани помежду им ръце, които сплотяват мускулните си усилия в едно: да надвият огромната маса, чиято тежест надхвърля силите на една само жена – не напомнят ли две слугини, запретнали ръкави да колят свиня? | “ |

## Феминистки прочит
Феминисткият интерес към Артемизия Джентилески датира от 70-те години на 20 век, когато феминистката историчка на изкуството Линда Нохлин публикува статия, озаглавена „ Защо не е имало велики жени художнички?“ (на англ. "Why Have There Been No Great Women Artists?"), в която този въпрос е разчленен и анализиран. Статията изследва определението за „велики художници“ и постулира, че потисническите институции, а не липсата на талант, са попречили на жените да постигнат същото ниво на признание, което мъжете са получили в изкуството и в други области. Нохлин каза, че проучванията върху Aртемизия и други художнички си струват усилията за „добавяне към познанията ни за постиженията на жените и за историята на изкуството като цяло“. Според предговора на Дъглас Друик във Violence & Virtue на Eve Straussman-Pflanzer: Artemisia's Judith Slaying Holofernes, статията на Нохлин подтиква учените да направят по-голям опит да „интегрират жените художнички в историята на изкуството и културата“. 
Артемизия и нейното творчество отново се връщат на фокус, след като са били обект на малко внимание в науката за история на изкуството, с изключение на статията на Роберто Лонги „Gentileschi padre e figlia“ („Джентилески, баща и дъщеря“) от 1916 г. и статията на Bissell „Artemisia Gentileschi—A New Documented Chronology“ („Артемизия Джентилески - Нова документирана хронология“) от 1968 г. 
Тъй като Артемизия и нейното творчество започват да привличат ново внимание сред историците на изкуството и феминистките, е публикувана повече литература за нея, художествена и документално-биографична. Фикционален разказ за нейния живот от Анна Банти, съпруга на критика Роберто Лонги, е публикуван през 1947 г. Този роман е добре приет от литературните критици, но е критикуван от феминистките, особено от Лаура Бенедети, за това, че е снизходителен по отношение на историческата точност, за да направи паралели между авторка и художничка. Първият пълен документален разказ за живота на Артемизия – The Image of the Female Hero in Italian Baroque Art („Образът на женската героиня в италианското бароково изкуство“), е публикуван през 1989 г. от Мери Гарард – феминистка, историчка на изкуството. След това тя публикува втора, по-малка книга, озаглавена Artemisia Gentileschi around 1622: The Shaping and Reshaping of an Artistic Identity („Артемизия Джентилески около 1622 г.: Оформянето и преоформянето на една художествена идентичност“) през 2001 г., която изследва работата и идентичността на художничката. Гарард отбелязва, че на анализа на творчеството на Артемизия липсва фокус и стабилна категоризация извън „жена“, въпреки че Гарард поставя под съмнение дали женствеността е легитимна категория, по която изобщо да се преценява нейното изкуство.
Артемизия е известна с портретите си на теми от групата „Женска сила“: например нейните версии на „Юдит, обезглавява Олоферн“. Тя е известна и с процеса за изнасилването си, в който участва, за който учената Гризелда Полок твърди, че за съжаление се е превърнал в многократната „ос на интерпретация на работата на художничката“. Статутът на Джентилески в популярната култура се смята от Полок за дължащ се по-малко на нейната работа, отколкото на сензацията, причинена от постоянния фокус върху процеса за изнасилване, по време на който е и изтезавана. Полок предлага противоположен прочит на драматичните наративни картини на художничката, като отказва да види образите на Юдит и Олоферн като отговор на изнасилването и процеса. Вместо това тя посочва, че темата за Юдит и Олоферн не е тема за отмъщение, а история за политическа смелост и наистина сътрудничество между две жени, извършващи дръзко политическо убийство във военна ситуация. Полок се опитва да пренасочи вниманието от сензацията към по-задълбочения анализ на картините на Джентилески, особено на смъртта и загубата, внушавайки значението на нейната загуба в детството като източник на нейните уникални образи на умиращата Клеопатра. Полок също така твърди, че успехът на Джентилески през 17 век зависи от това, че тя създава картини за покровители, често изобразяващи избрани от тях теми, които отразяват съвременните вкусове и мода. Тя има за цел да постави кариерата на Джентилески в нейния исторически контекст на вкус към драматични разкази на героини от Библията или класически източници. 
В съвсем друг смисъл американският професор Камил Палия твърди, че съвременната феминистка загриженост за Артемизия е погрешна и че нейните постижения са надценени: „Артемизия Джентилески бе просто излъскана, компетентна художничка в бароков стил, създаден от мъже.“ Независимо от това, според Националната галерия, Артемизия работи „в Рим, Флоренция, Венеция, Неапол и Лондон за най-високите ешелони на европейското общество, включително Великия херцог на Тоскана и Филип IV от Испания“.
Феминистката литература има тенденция да се върти около събитието на изнасилването на Артемизия, като до голяма степен я представя като травматизирана, но благородно оцеляла, чиято работа се характеризира със секс и насилие в резултат на нейния опит. Полок (2006) тълкува филма на Агнес Мерле като типичен пример за неспособността на популярната култура да разгледа забележителната кариера на художничката в продължение на много десетилетия и в много големи центрове на изкуството, а не този единствен епизод. Литературният преглед от Лаура Бенедети  „Реконструиране на Артемизия: образи на жената художник от двадесети век“ (на англ. "Reconstructing Artemisia: Twentieth Century Images of a Woman Artist"), заключава, че работата ѝ често се тълкува според съвременните проблеми и личните пристрастия на авторите. Феминистките учени например издигат Артемизия до статута на феминистка икона, което Бенедети приписва на картините на Артемизия на страхотни жени и на нейния успех като художничка в една доминирана от мъже област, като същевременно е и самотна майка. Елена Чилети, автор на Gran Macchina a Bellezza, пише, че „залозите са много високи в случая на Артемизия, особено за феминистките, защото ние сме инвестирали в нея толкова много от нашето търсене на справедливост за жените, исторически и сега, интелектуално и политически“.
Феминистките учени предполагат, че Артемизия е искала да заеме позиция срещу стереотипа за подчинението на жените. Един пример за тази символика се появява в нейните „Кориска и сатирът“, създадени между 1630 и 1635 г. На картината нимфа бяга от сатир. Сатирът се опитва да хване нимфата за косата, но косата е перука. Тук Артемизия изобразява нимфата като доста умна и активно устояваща на агресивната атака на сатира.

## Артемизия Джентилески в културата
Въпреки че е била много известна приживе, след като умира, изпада в забрава. Едва през 60-те години на 20 век, във връзка с развитието на феминистки движения, тя отново излиза на сцената.

### Театър
- Артемизия, и по-специално нейната картина „Юдит обезглавява Олоферн“, се споменава в пиесата на Уенди Васерщайн The Heidi Chronicles (1988), в която главната героиня Хайди изнася лекции за нея като част от нейния курс по история на изкуството на художничките. В края на пиесата Хайди осиновява дъщеря, която кръщава Джуди, което е поне частична препратка към картината.
- Канадската драматуржка Сали Кларк пише няколко пиеси, базирани на събитията, довели до и след изнасилването на Артемизия, като „Живот без инструкция“ (Life Without Instruction) с премиера в Theatre Plus Торонто на 2 август 1991 г.
- „Кървава водна боя“ (Blood Water Paint) –  пиеса от Джой Маккълоу, е превърната в едноименния роман от 2017 г. Продукциите на пиесата се състоят в Сиатъл през 2015 г. и 2019 г.[18][19][20]
- It's True, It's True, It's True (2018) на Театър „Брийч“ е пиеса, извлечена от стенограмите на процеса, преведена от латински и италиански на разговорен английски и е представена за първи път на Единбургския фестивал „Фриндж“, където печели наградата „Стейдж Единбург“ и наградата „Фринд Фърст“.[21] След турне в Обединеното кралство тя е излъчена по английския тв канал Би Би Си Фор на 9 февруари 2020 г.[21]
- Антрополозите – театрална компания от Ню Йорк, създава соло шоуто „Намерението на Артемизия“ (Artemisia’s Intent), вдъхновено от живота на Артемизия Джентилески.[22]
- Спекулативната нехудожествена опера, озаглавена Artemisia, с музика на Лора Швендингер и либрето на Джинджър Странд, носител на наградата Ives Opera Award на Американската академия за изкуства и литература –[23] най-голямата подобна награда за опера. Операта е представена премиерно в Ню Йорк от Тринити Уолстрийт в оркестрова версия в параклиса Сейнт Пол с Кристофър Алдън, режисьор, и Лидия Янковская, диригент на 7 и 9 март 2019 г. като част от фестивала Таймс Ъроу, и в Сан Франциско от Left Coast Chamber Ensemble на 1 и 2 юни 2019 г.
- Театър „Форуърд“ в Мадисън, Уисконсин, заедно със световната премиера Уисконсин, поръчва и представя премиерно Artemisia, написана от Лорън Гъндърсън (13-30 април 2023 г.).[24][25]

### Телевизия
- Животът на Артемизия и картината „Юдит убива Олоферн“ изиграват централна роля в минисериала на Ай Ти Ви Painted Lady (1997) с участието на Хелън Мирън[26]
- Епизод от британския телевизионен криминален сериал Endeavour (2018) описва поредица от убийства, вдъхновени от библейските картини на Артемизия за жени, които отмъщават на мъжете, които са ги наранили или малтретирали.[26]
- Неназована картина на Артемизия Джентилески се споменава в The Crown (сезон 3, епизод 1). Принц Филип, виждайки картината, пита сър Антъни Блънт кой е художникът и Блънт отговаря „Артемизия Джентилески“, на което Филип казва „Никога не съм чувал за него“. — „Тя, сър“ — поправя го Блънт.[27]

### Изкуство
- Артемизия Джентилески е една от жените, представени в The Dinner Party – инсталация от Джуди Чикаго, която е изложена за първи път през 1979 г.[28]

### Кино
- Филмът Artemisia (1997) на Агнес Мерле разказва историята на дебюта на Артемизия като професионална художничка, нейната връзка с Таси и процеса за изнасилването ѝ. Мерле оневинява Таси за изнасилването, не само изобразявайки техния секс като любящ и по взаимно съгласие (което е противоречиво, когато филмът е пуснат), но и чрез две неисторически измислици: Артемизия отказва под мъчения да каже, че е била изнасилена, докато Таси фалшиво признава, че я е изнасилил, за да спре терзанията на Артемизия.
- През 2020 г. е продуциран документалният филм Artemisia Gentileschi, Warrior Painter, режисиран от Джордан Ривър.[29]

## Каталогизиране
Картините на Артемизия Джентилески са каталогизирани от Raymond Ward Bissell през 1999 г. със заглавието „Artemisia Gentileschi and the Authority of Art: Critical Reading and Catalogue Raisonné“. Оттогава насетне около петдесет нейни произведения получават кода и номера [WB …]. Вече несъществуващи картини получават отпред буквата „L-“, а картини със спорно авторство получават отпред буквата „X-“.
Каталогът на творбите на Артемизия Джентилески представя някои проблеми с приписването (особено във връзка с продукцията на нейния баща Орацио Джентилески); много въпроси са свързани и с датировката на произведенията. Списъкът, представен тук, се основава главно на критичния апарат, съдържащ се в тома, редактиран от Джудит Уокър Ман Artemisia and Orazio Gentileschi.
- Сузана и старците, Колекция „Граф фон Шьонборн“, Померсфелден, 1610
- Мадоната с Младенеца, Галерия „Спада“, Рим, 1610-1611
- Юдит обезглавява Олоферн, Национален музей „Каподимонте“, Неапол, 1612-1613
- Даная, Худ. музей „Сейнт Луис“, Сейнт Луис (Мисури), ок 1612
- Мария Магдалена в екстаз, частна колекция, между 1613 и 1620
- Минерва, Надзор на галериите, Флоренция, ок. 1615
- Автопортрет като мъченица, частна колекция, ок. 1615
- Алегория на склонността, Каза Буонароти, Флоренция, 1615-1616
- Обръщането на Магдалена, Палатинска галерия, Палацо Пити, Флоренция, 1615-1616
- Автопортрет като свирачка на лютня, Галерии „Къртис“, Минеаполис, ок. 1615-1617
- Автопортрет като света Катерина Александрийска, Национална галерия, Лондон, 1615-1617
- Юдит с прислужницата си, Палатинска галерия, Палацо Пити, Флоренция, 1618-1619
- Света Катерина Александрийска, Галерия „Уфици“, Флоренция, ок. 1618-1619
- Гаел и Сисара, Музей за изящни изкуства, Будапеща, 1620
- Клеопатра, колекция на Фондация „Кавалини-Згарби“, Ферара, ок. 1620
- Алегория на живописта, Музей „Тесè“, Ле Ман, 1620-1630
- Юдит обезглавява Олоферн, Галерия „Уфици“, Флоренция, ок. 1620
- Света Цецилия, Галерия „Спада“, Рим, ок. 1620
- Мария Магдалена в екстаз, частна колекция, 1620-1625
- Клеопатра, Колекция „Амедео Морандори“, Милано, 1621-22 (считана от някои за дело на баща ѝ)
- Портрет на гонфалониер, Общински худжествени колекции, Дворец „Акурсио“, Болоня, 1622
- Сузана и старците, Колекция на Бъргли Хаус, Стамфорд, Линкълншър, 1622
- Лукреция, Джероламо Етро, Милано, ок. 1623-1625
- Мария Магдалена като Меланкония, Катедрала, Зала на съкровищницата, Севиля, ок. 1625
- Юдит с прислужницата си, Худ. институт Детройт, ок. 1625-1627
- Спящата Венера, Фондация „Барбара Пиасецка Джонсън“, Принстън, Ню Джърси, 1625-1630
- Каещата се Магдалена, Музей „Кореале ди Теранова“, Соренто, 1627-1629
- Естер и Асуерий, Музей „Метрополитън“, Ню Йорк, ок. 1628-1635
- Благовещение, Национален музей „Каподимонте“, Неапол, 1630
- Кориска и сатирът, частна колекция, 1630-1635
- Клио, музата на историята, Палацо Блу, Пиза, 1632
- Аврора, частна колекция, Рим
- Рождение на Св. Йоан Кръстител, Музей „Прадо“, Мадрид, ок. 1633-1635
- Клеопатра, частна колекция, Рим, ок. 1633-35
- Лот и дъщерите му, Толедски худ. музей, Толидо, Охайо, ок. 1635-1638
- Давид и Вирсавия, Нойес Пале, Потсдам, ок. 1635
- Отвличането на Лукреция, Нойес Пале, Потсдам
- Давид и Вирсавия, Палацо Пити, Флоренция, ок. 1635
- Св. Януарий в анфитеатъра на Поцуоли, Катедрала на Поцуоли, 1636-37
- Св. св. Прокол и Никей, Катедрала на Поцуоли, 1636-1637
- Поклонението на влъхвите, Катедрала на Поцуоли, 1636-1637
- Христос и самаританката на кладенеца, частна колекция, Палермо, 1637
- Давид и Вирсавия, Худ. музей „Кълъмбъс“, Кълъмбъс, Охайо, ок. 1636-1638
- Автопортрет като Живопистта, Дворец Кенсингтън, Лондон, 1638-1639
- Венера прегръща Купидон, частна колекция, 1640-50
- Алегория на Мира и ана Изкуствата под Английската корона, Малбъроу Хаус, Лондон, 1638-1639 (заедно с Орацио Джентилески)
- Юдит с прислужницата си, Музей „Кастър“, Кан, между 1645 и 1650
- Юдит с прислужницата си, Национален музей „Каподимонте“, Неапол, между 1645 и 1650
- Сузана и старците, Моравска галерия, Бърно, 1649
- Мадоната с Младенеца и броеница, Дворец „Ескориал“, Casita del Principe, 1651
- Сансон и Далила, Дворец „Дзавалос“, Неапол.

## Галерия
- Юдит обезглавява Олоферн (1614 – 1620)
- Автопортрет като мъченица (ок. 1615)
- Портрет на седнала жена (Катерина Савели) (ок. 1620)
- Юдит с прислужницата (1618 – 1619)
- Смъртта на Клеопатра (1613 или 1621 – 1622)
- Алегория на мира и изкуствата под английската корона (1638 – 1639)
- Каещата се Мария Магдалина (1615 – 1616 или 1631)